# Carl Gustaf von Platen (1855–1937)
Carl Gustaf von Platen, född 30 juni 1855 i Strövelstorps församling, Kristianstads län, död 26 februari 1937 i Oscars församling, Stockholms stad, var en svensk friherre och hovstallmästare. Han var far till Astrid Rudebeck och Carl Eric von Platen.

## Biografi

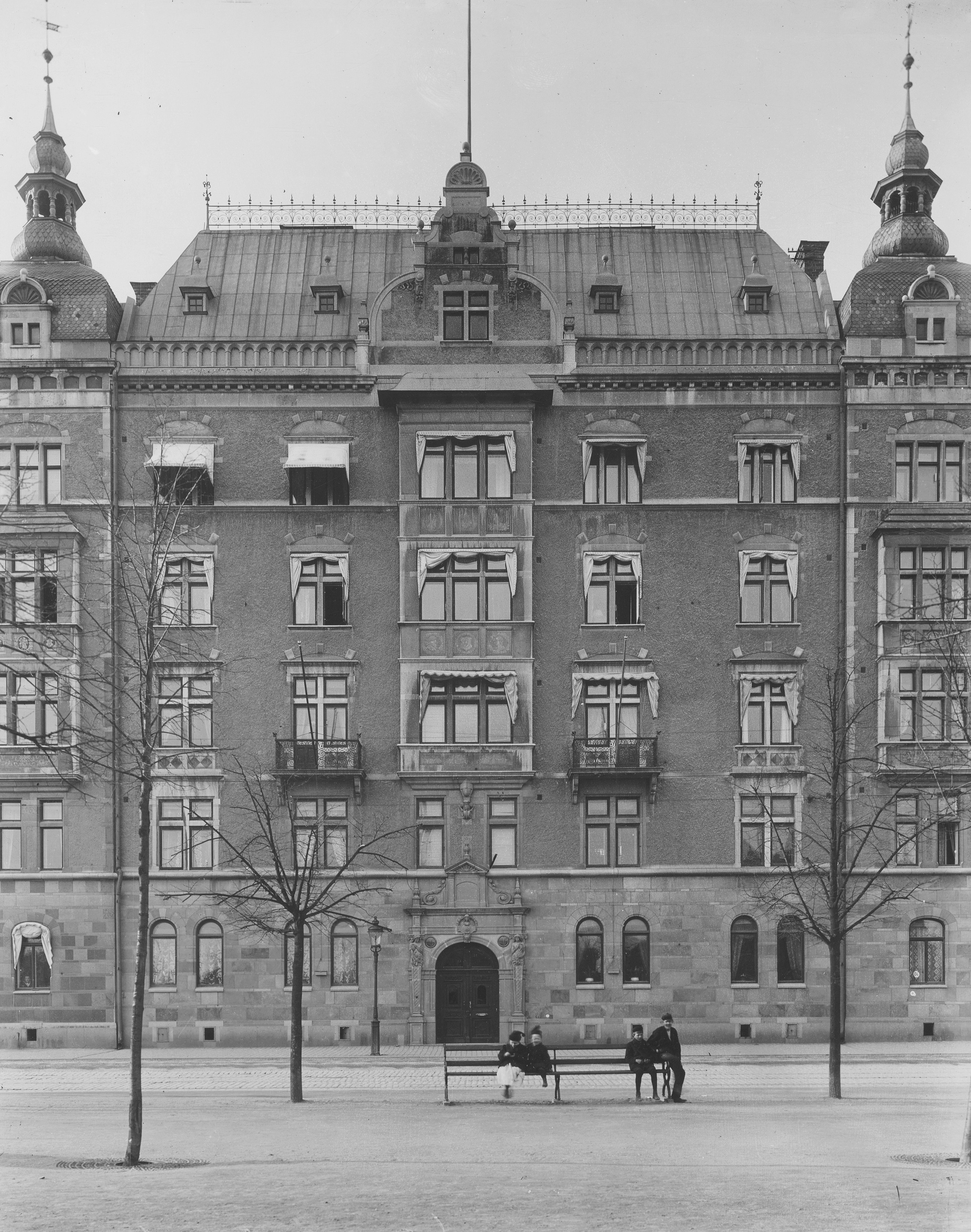
Strandvägen 45, von Platens fastighet under sju decennier.

Carl Gustaf von Platen var son till hovstallmästaren Carl Platen (1824–1897) och Margareta Sjöcrona (1827–1902), vars familj ägde och bebodde Vegeholms slott. Carl Gustaf von Platen började sin militära bana som volontär vid Skånska Dragonregementet 1873. Efter flera utbildningar, kommenderingar och tjänster tjänstgjorde han som adjutant hos prins Eugen och senare hos kung Oscar II. Han avslutade sin karriär som överste i armén och som förste hovstallmästare. 

### Privatliv
Carl Gustaf von Platen visade stort intresse för gymnastik, fäktning och skidlöpning och var också en skicklig jägare. Han var även konstintresserad, vilket resulterade i en stor samling konst och antikviteter. 1892 gifte han sig med Olga Wijk (1870–1962), med vilken han fick tre barn. 
År 1903 förvärvade han fastigheten Beväringen 6 vid Strandvägen 45 i Stockholm, uppförd 1896 av Richard Ingemarson efter ritningar av arkitektkontoret Ullrich & Hallquisth. 1905 lät han slå samman de båda lägenheterna på våning tre trappor till en enda stor bostad om nio rum och kök. Lägenheten övertogs av barn och barnbarn som innehade den till 1970-talet. Makarna von Platen är gravsatta i familjegrav på Norra begravningsplatsen norr om Stockholm.

## Referenser

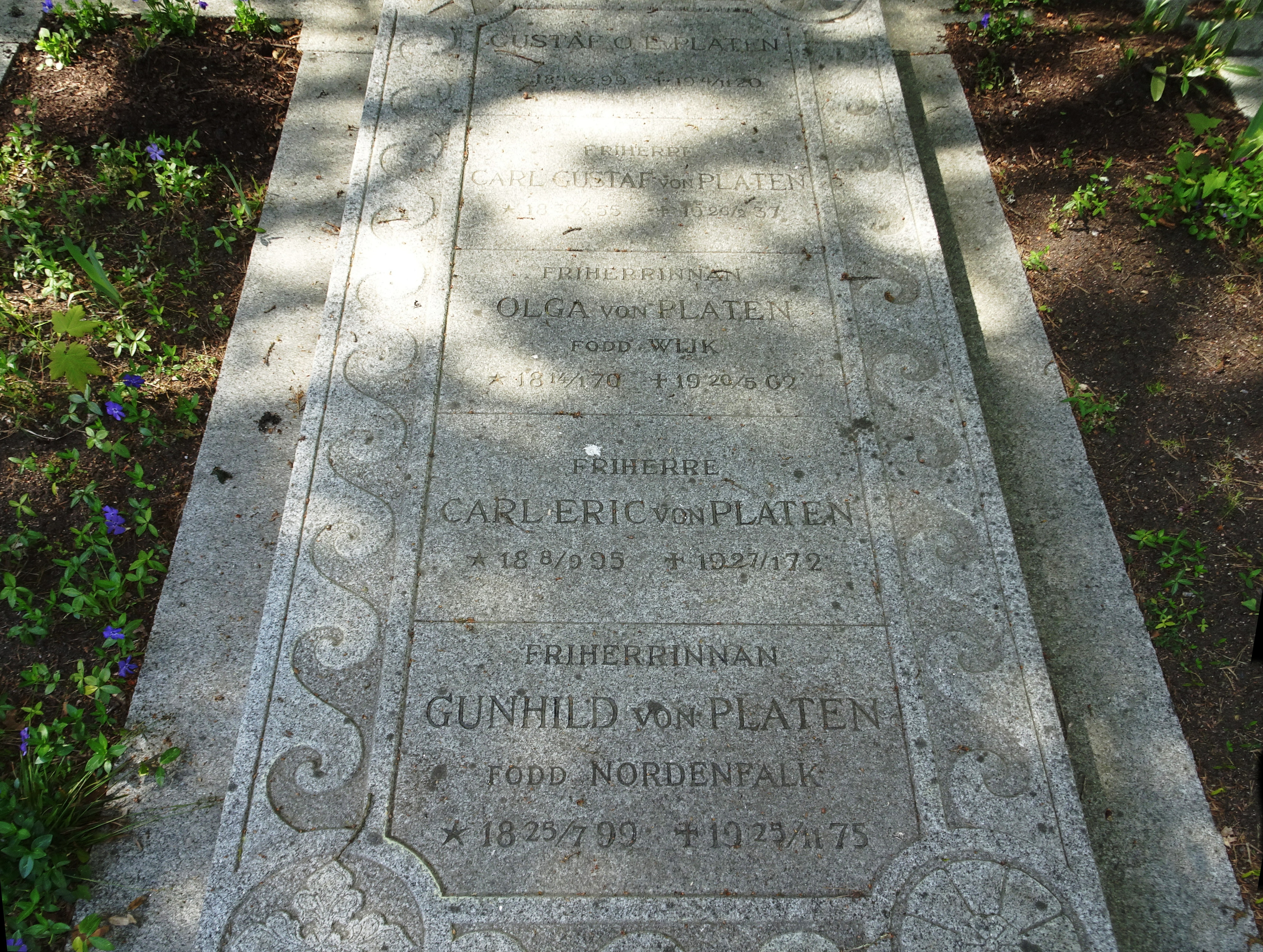
C.G. von Platens familjegrav.